# Station Stockholm Zuid
Stockholm Zuid (Zweeds: Stockholms södra) is een treinstation aan de westelijke hoofdlijn in de wijk Södermalm in het centrum van Stockholm. Het station wordt bediend door forensentreinen en is tevens reservestation voor langeafstandstreinen naar het zuiden.

## Geschiedenis

### Kopstation

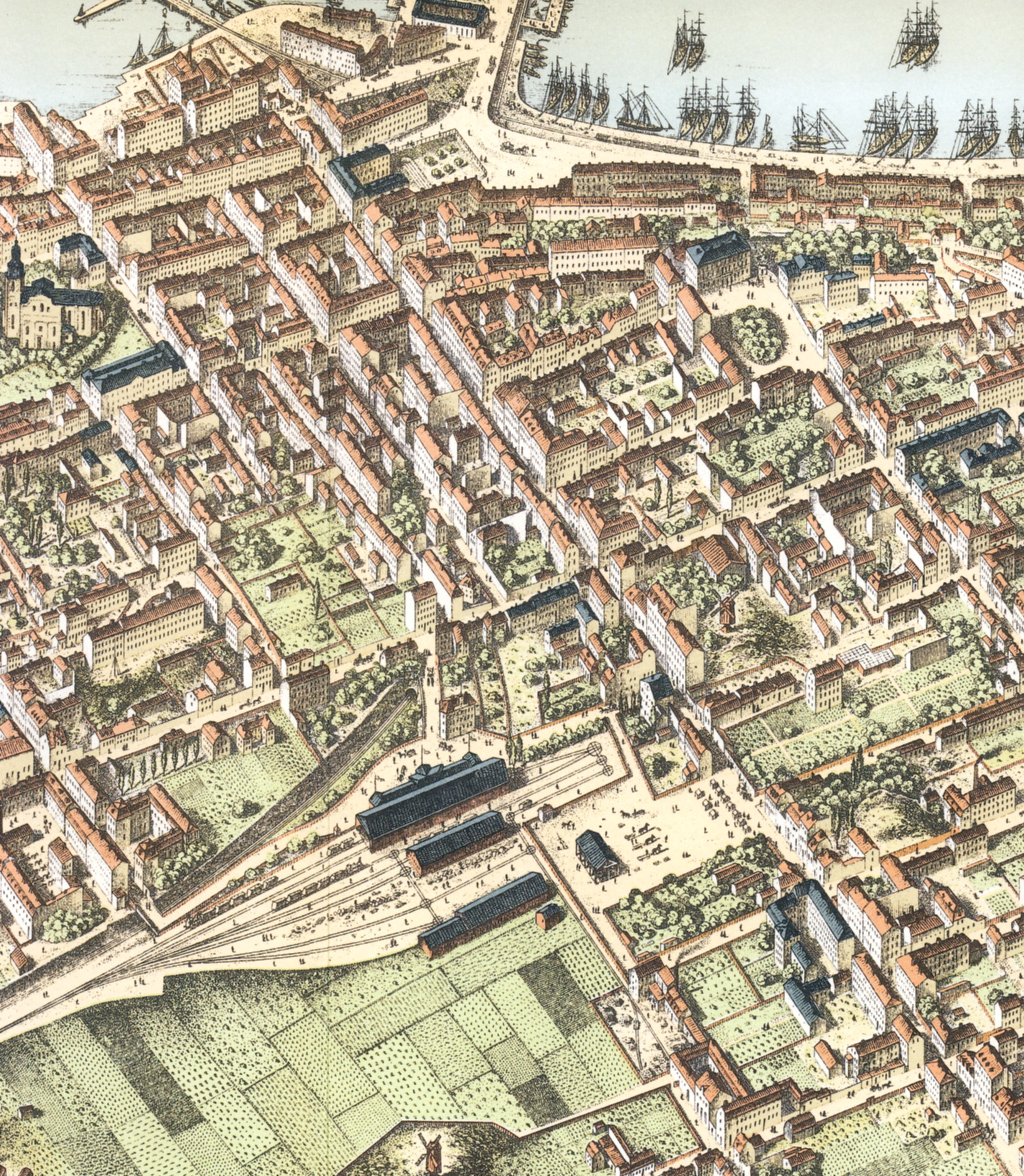
Het station op Södermalm in 1870

Het eerste station van Stockholm werd in 1860 geopend onder de naam Stockholms södra als eindpunt van de westelijke hoofdlijn. Het kopstation lag destijds aan de Södra Bantorget dat sinds 1940 Medborgarplatsen heet. In 1862 was een tijdelijk houten stationsgebouw met perronhal naar het ontwerp van Adolf W. Edelsvärd, hoofdarchitect van het architectenbureau van de Staatsspoorwegen, opgetrokken dat vervolgens negen jaar dienst deed als het belangrijkste station van de hoofdstad. In 1863 werd besloten dat de spoorlijn verder naar het noorden zou worden doorgetrokken. In 1865 werd de zuidelijke tunnel van de Sammanbindningsbanan voltooid en ten westen van het stationsemplacement aangesloten op de westelijke hoofdlijn. In 1871 werd Stockholm C ingehuldigd, het gezamenlijk station voor de spoorlijnen uit het noorden en het zuiden. Stockholm Zuid lag daarmee naast de hoofdlijn en deed vervolgens vooral dienst als goederenstation en station voor de voorstadstreinen. Voordat in het interbellum de Årsta-brug werd gebouwd, liep de spoorlijn over de Maria Bangata om op de plaats van de Liljeholmsbrug met een draaibrug naar de andere oever te gaan richting de stations in Liljeholmen en Älvsjö. De stationscode voor Stockholm Zuid is Sst, wat staat voor "Södra bangården, STockholm". De volgorde van de letters heeft te maken met het telegraafsysteem uit de 19e eeuw.

### Teruggelegd
In 1923 werd besloten om het reizigersverkeer naar een nieuw station aan de hoofdlijn te verplaatsen en dat kwam dan ook ten westen van het toenmalige emplacement. Het oude stationsgebouw werd gesloopt en er kwamen twee nieuwe goederenloodsen bij het grote spoorwegemplacement. Het nieuwe station kwam waar de Timmermansgatan vanuit het noorden bij de spoorlijn uitkomt. Het stationsgebouw naar het ontwerp van Folke Zetterwall werd in 1926 opgeleverd. De spoorlijn ten westen van het station kreeg in 1929 een nieuwe route en loopt sindsdien over de Årsta-brug. Het stationsgebouw lag boven een van de sporen en werd gedragen door hoge betonnen zuilen. De perrons waren met trappen verbonden met het stationsgebouw. Het station kende een café met een terras boven de sporen. Trappen leidden naar beneden naar de lager gelegen platforms. Het huisvestte ook een klein café met zitplaatsen buiten op een terras boven de sporen. Deze situatie bleef bestaan tot eind jaren 1980 toen de overbouwing van de spoorlijn begon.

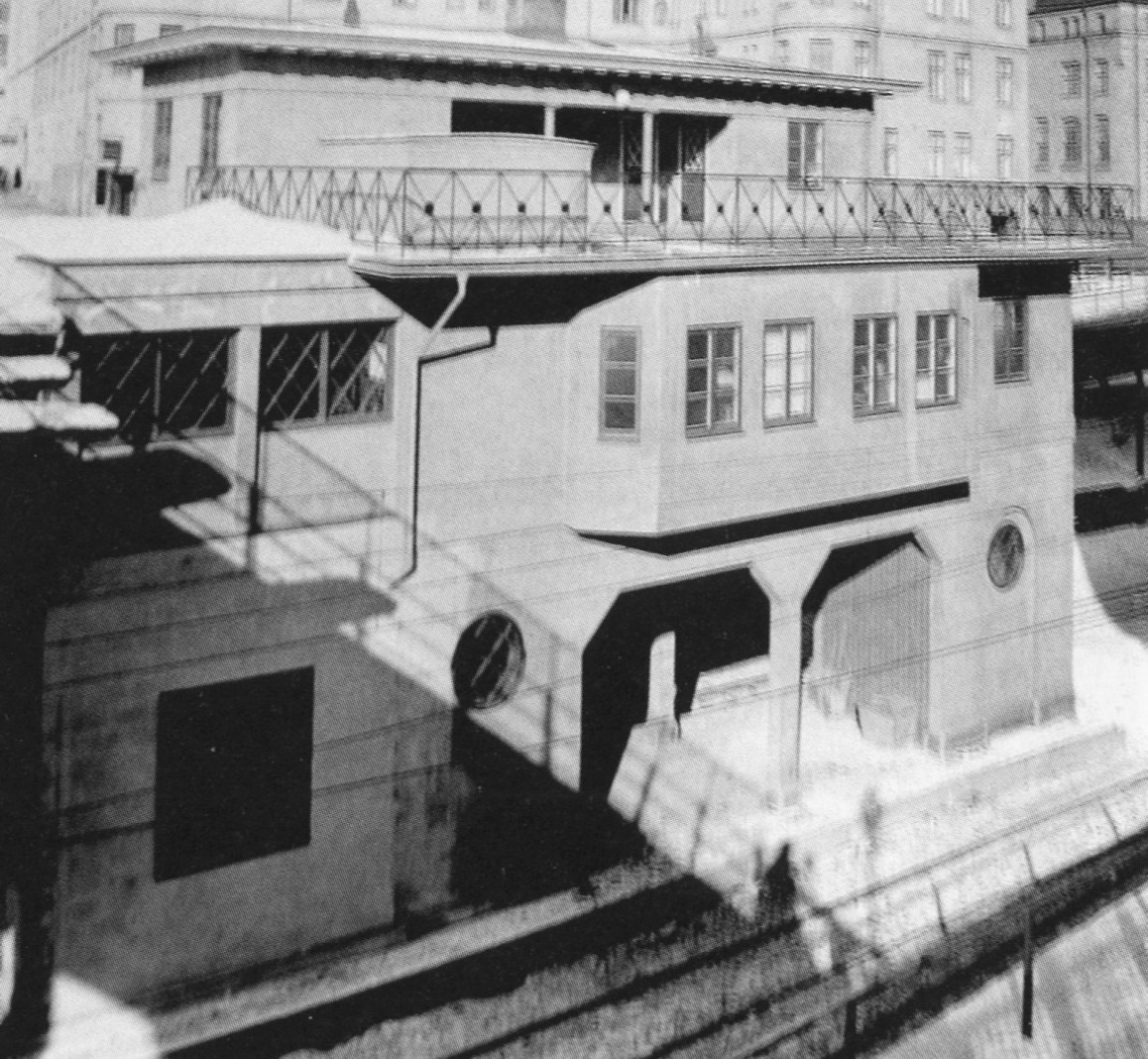
Het stationsgebouw met café en terras.
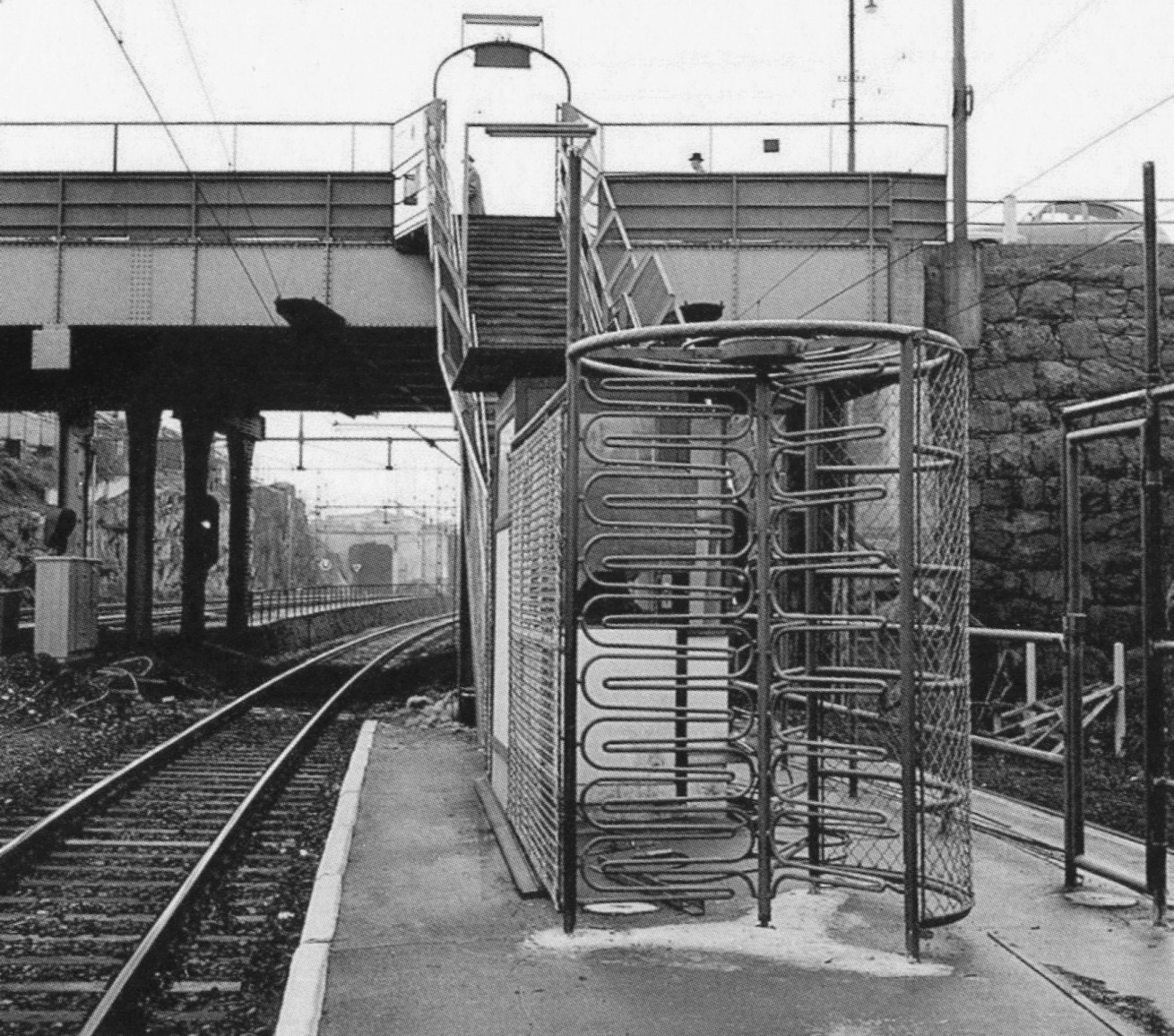
De westelijke toegang in 1963.
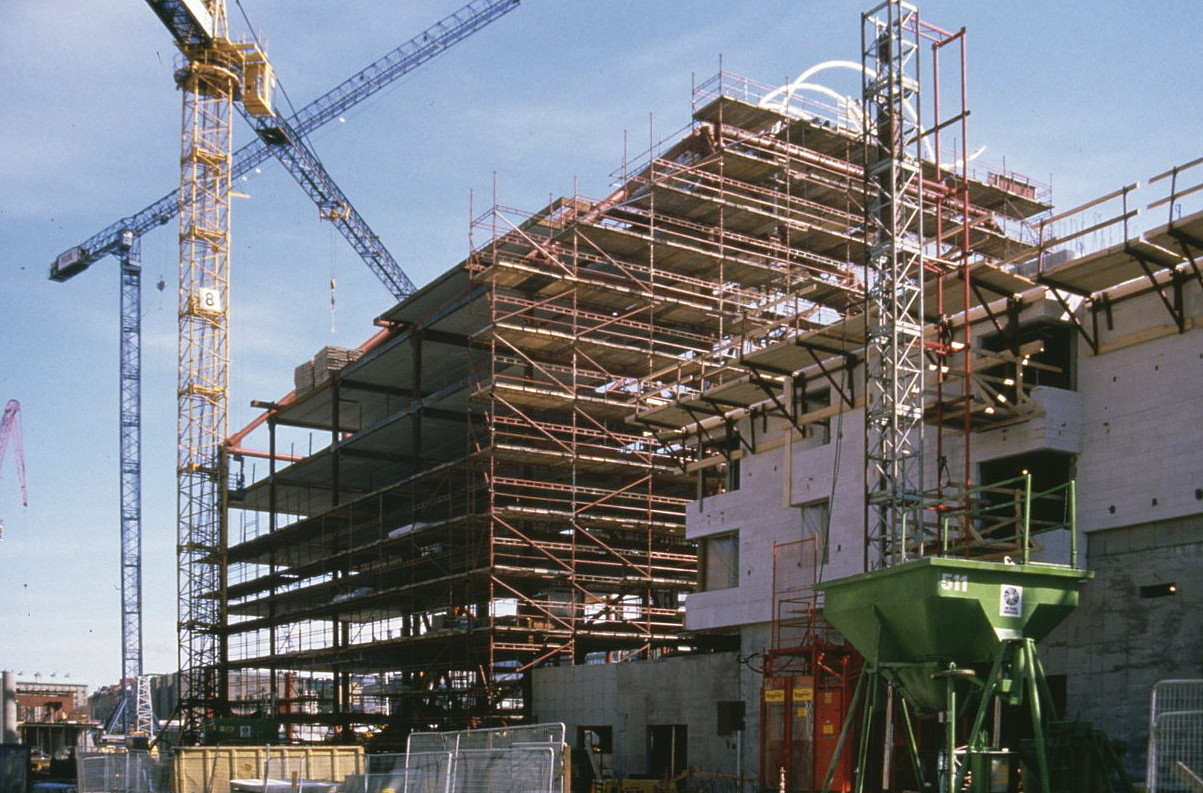
De nieuwbouw van het stationsgebouw in 1988.

## Pendeltåg
In oktober 1986 werd het treinverkeer verplaatst naar de twee goederen sporen aan de zuidkant, waar ook een tijdelijk perron kwam dat tot de opening van het nieuwe station, in 1989, bleef bestaan. Statens Järnvägar (SJ) was de ontwikkelaar en Coordinator arkitekter ontwierp het station. Het station heeft twee eilandperrons met bijbehorende sporen die onder de woonblokken liggen. De twee verdeelhallen bevinden zich boven de respectievelijke perroneinden. De oostelijke ingang ligt aan de Swedenborgsgatan, en de westelijke aan de Rosenlundsgatan. De beide verdeelhallen zijn met liften en roltrappen verbonden met de perrons. Het station is het op twee na drukste van de pendeltåg, alleen Stockholm City en Odenplan kennen meer reizigers per dag.
Het was de eerste keer in Zweden dat een reguliere spoorlijn werd aangelegd met woonblokken boven het spoor. Ze werden ontworpen door EGÅ Arkitektkontor, Coordinator arkitekter en Riksbyggen konsult. Om te voldoen aan de strenge geluidsnormen voor woningen (30 dBA), werd het spoorwegterrein op elastische matten gebouwd en werden de huizen op rubberen blokken geplaatst.
Het stationsgebouw in het Stadens Dike blok werd ontworpen door Axelsson & Borowski Arkitektkontor en geopend in 1990. Het gebouw bestaat uit een langgerekte, circa 52 meter lange middenhal met daarin een kleine winkelgalerij op de begane grond. Een gewelfd glazen dak zorgt voor daglicht op het voorplein en een grote stationsklok aan de gevel markeert de functie van het gebouw. In 2005 werd het spoor ten westen van het station viersporig waarbij de twee zuidelijke sporen werden gebruikt voor het verkeer naar het noorden en de andere voor dat naar het zuiden. Deze situatie bleef bestaan tot de 2017 toen de noordelijke sporen werden toebedeeld aan de pendeltåg.

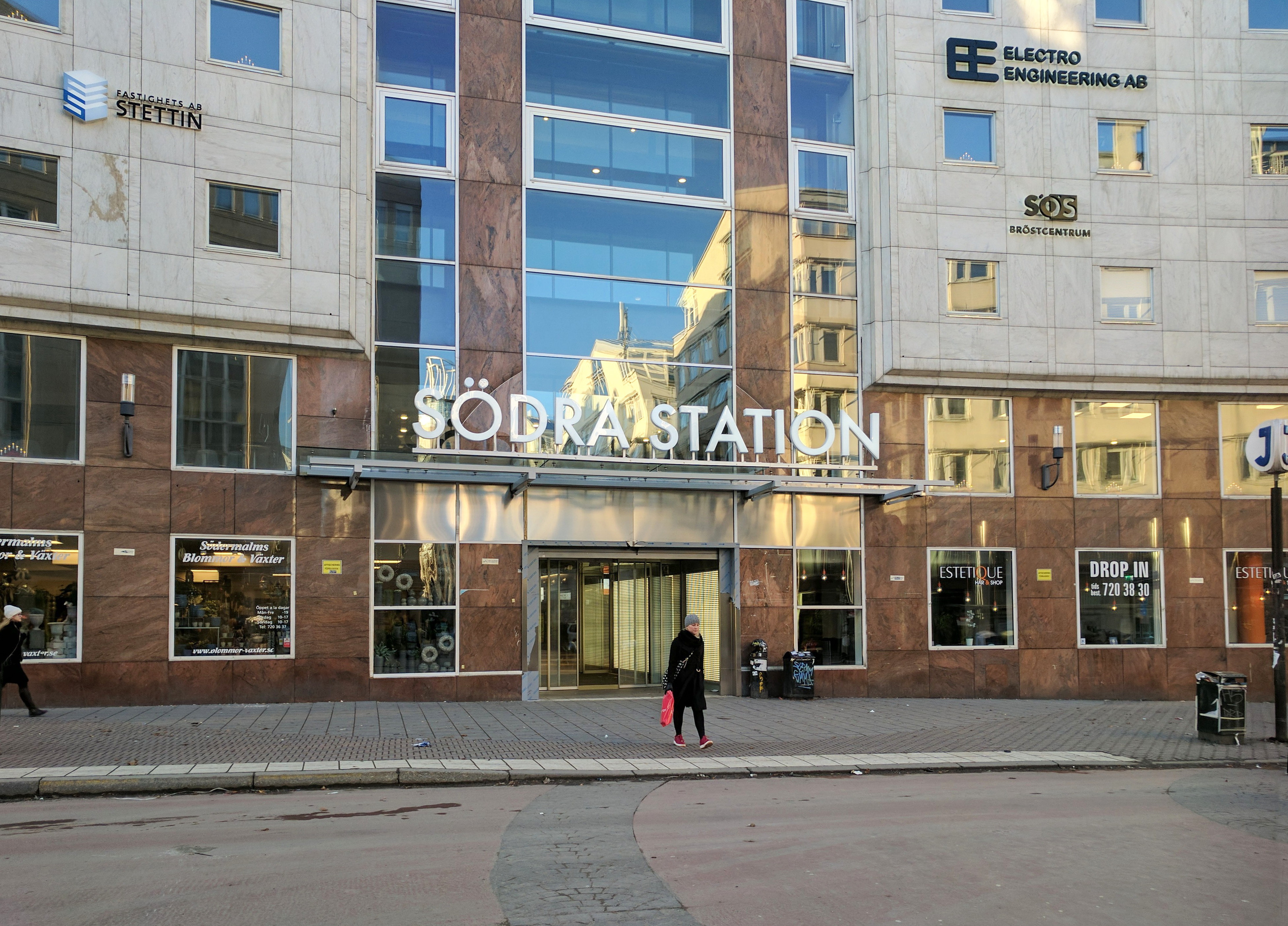
De oostelijke ingang in 2016.
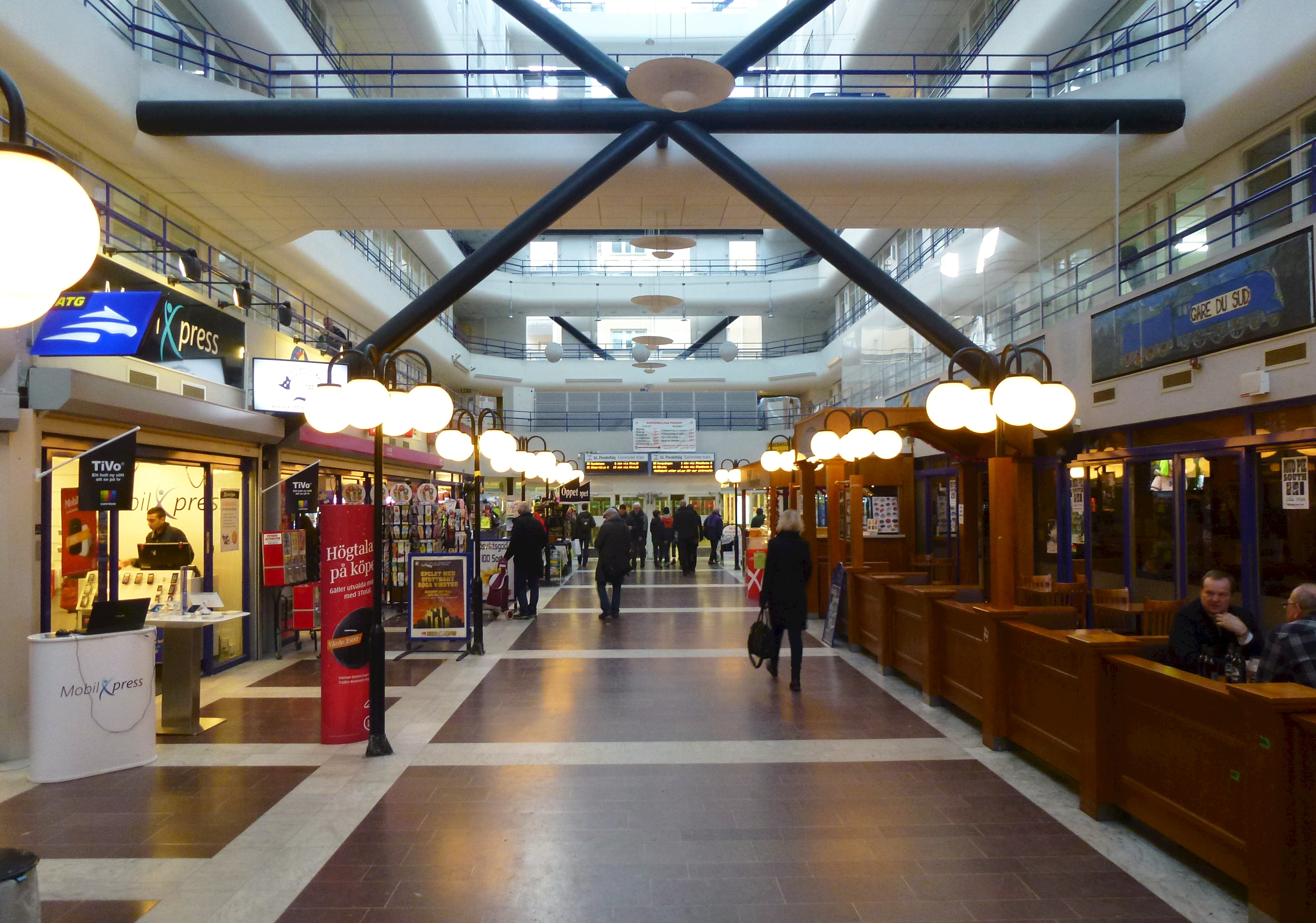
De winkelgalerij.
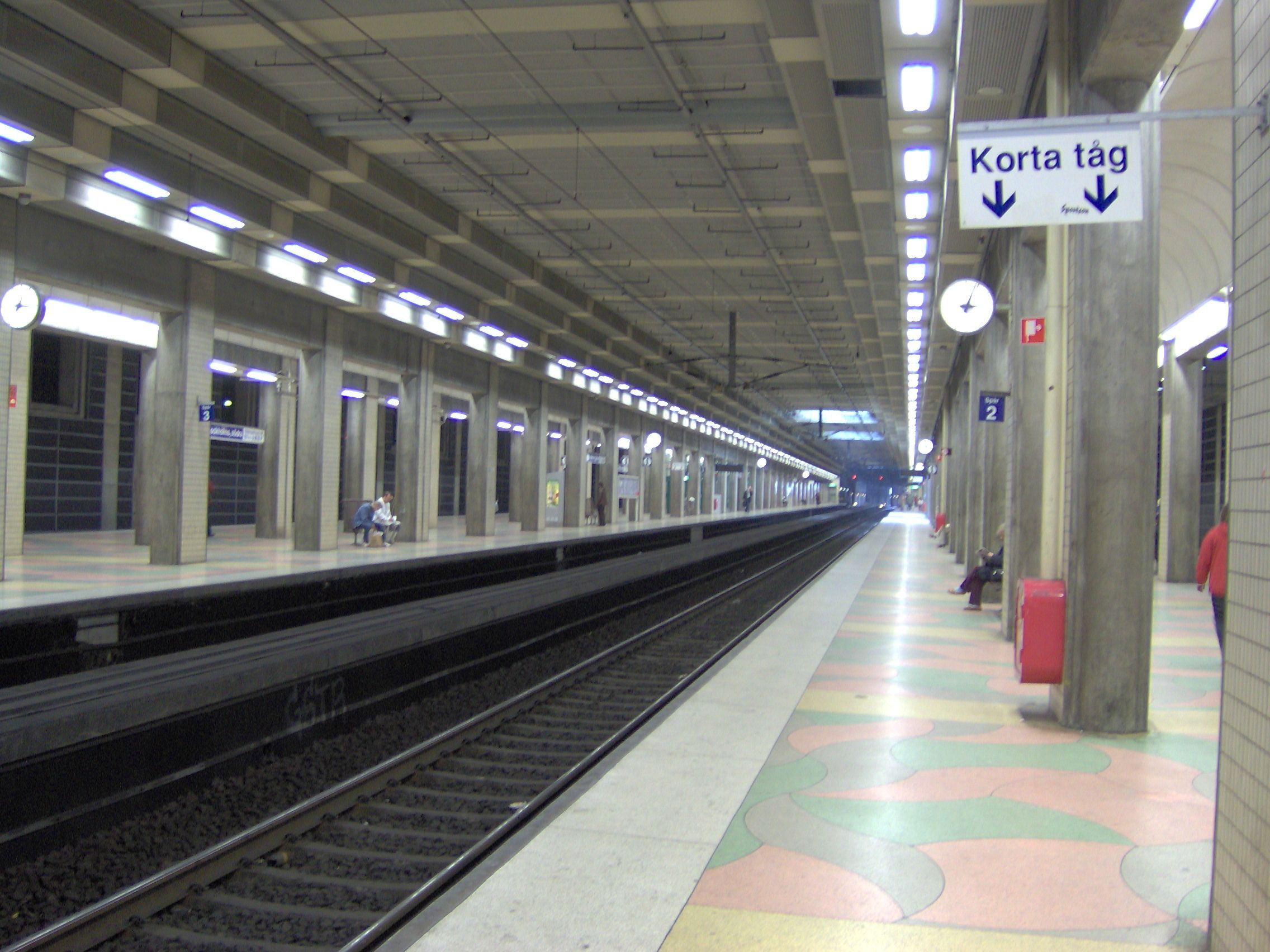
De perrons.

## Citybanan
Op 10 juli 2017 werd de nieuwe tunnel voor Citybanan geopend onder het centrum van Stockholm. Het tunnelgedeelte onder Södermalm heet Södermalmstunneln en begint in het zuiden bij station Stockholm Zuid. Daar worden alleen de twee noordelijke sporen (sporen 1 en 2) gebruikt voor de Pendeltåg omdat deze sporen aansluiten op de nieuwe tunnel. De twee zuidelijke sporen (sporen 3 en 4) worden gebruikt door langeafstandstreinen en goederentreinen die zonder te stoppen door Stockhol Zuid rijden. Wel kunnen langeafstandstreinen op deze sporen worden gekeerd bij verkeershinder. Zo werden ze in de periode 2018 – 2020 iedere zomer gedurende acht weken gebruikt als eindpunt van de langeafstandstreinen naar het zuiden en zuidwesten vanwege spoorwerkzaamheden tussen Stockholm Centraal en Stockholm Zuid.

## Overig OV
Bij het station stoppen verschillende buslijnen uit de binnenstad. Blåbusslinje 4 (richting Kungsholmen/Östermalm) stopt bij de westelijke ingang. Andere bussen rijden vanaf de oostelijke ingang. De afstand naar metrostation Mariatorget is ongeveer 350 meter, en metrostation Medborgarplatsen ligt ongeveer 500 meter naar het oosten.